# Kommos

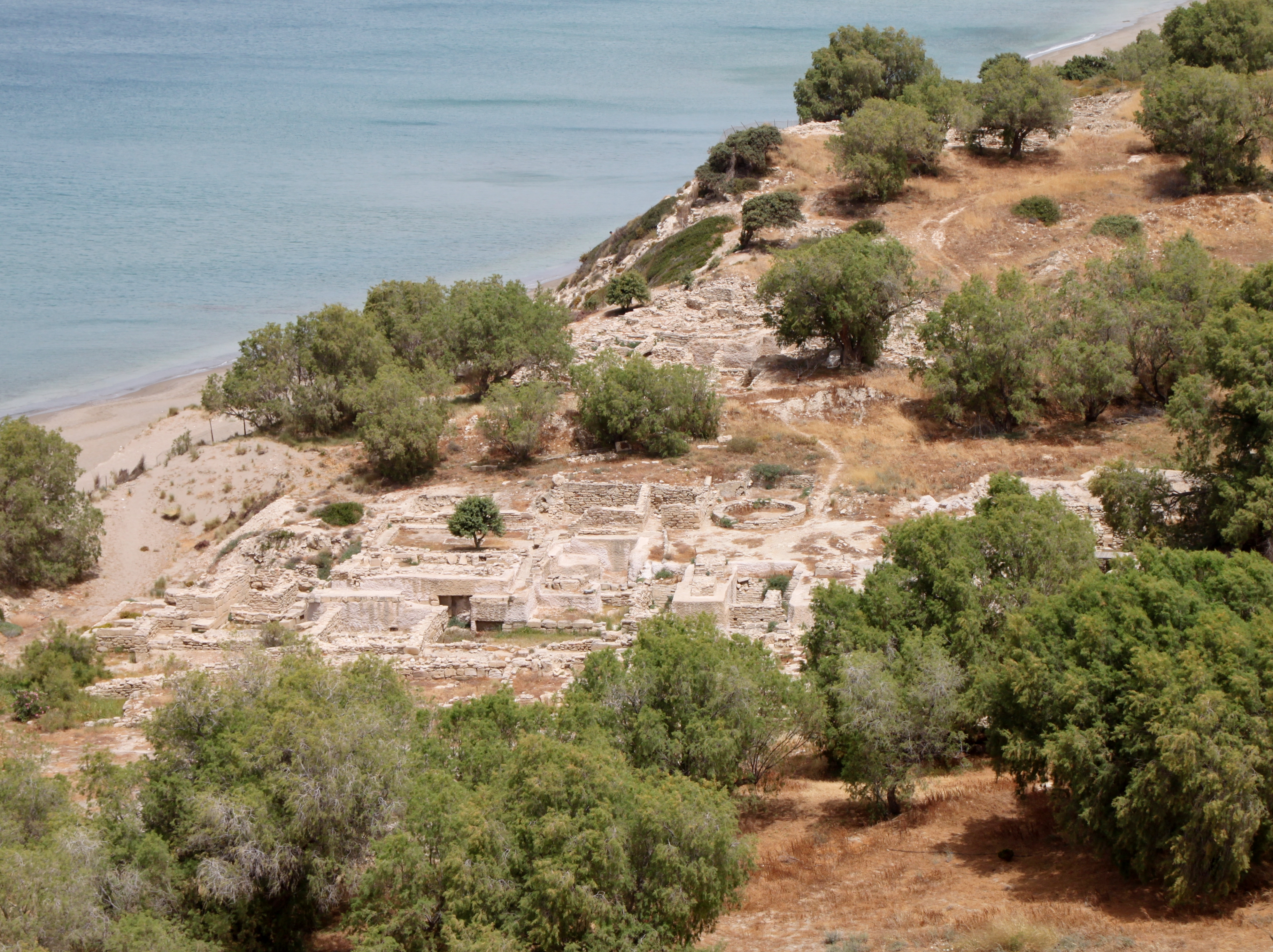
Archäologische Ausgrabungsstätte von Kommos

Kommos (griechisch Κομμός oder Κομός (m. sg.)) bezeichnet eine archäologische Ausgrabungsstätte an der Südküste der griechischen Insel Kreta. Sie befindet sich in der Gemeinde Festos des Regionalbezirks Iraklio am Südwestrand der Messara-Ebene. Dass es sich bei Kommos um die antike kretische Stadt Amyklaion (altgriechisch Ἀμύϰλαιον, auch Άμυκλαῖον) handelt, wird vermutet, ist aber nicht belegt.

## Lage
Die Ausgrabungsstätte von Kommos liegt sechs Kilometer südlich des Hauptortes der Gemeinde, Tymbaki (Τυμπάκι), am Strand von Komos am Libyschen Meer. Der Strand bildet den südlichen Abschnitt der Küste der Messara-Ebene an deren Westseite, an der Bucht von Messara (Όρμος Μεσαράς). Die nächsten Ortschaften sind Kalamaki (Καλαμάκι) 1,5 Kilometer nördlich, Pitsidia (Πιτσίδια) 2 Kilometer östlich und Matala (Μάταλα) 2,5 Kilometer im Südwesten. Erreichbar ist Kommos auf einer asphaltierten Straße von Pitsidia aus. Im Süden ziehen sich mit dem 391 Meter hohen Kefali (Κεφάλι) die westlichen Ausläufer des Asterousia-Höhenzugs (Αστερούσια όρη) bis zum Kap Lithino (Ακρωτήριο Λίθινο) und schirmen die Messara-Ebene zur Südküste ab. Die größeren Ausgrabungsstätten antiker Städte und Palastanlagen in der Messara-Ebene befinden sich alle nordöstlich von Kommos, Agia Triada in 5,75 Kilometer, Phaistos in 6,25 Kilometer und Gortyn in 18 Kilometer Entfernung.

## Geschichte
Die Messara-Ebene ist seit der Jungsteinzeit, seit etwa 6500 v. Chr. besiedelt. In der Zeit der minoischen Kultur entstanden hier 1900 bis 1450 v. Chr. Städte mit ausgedehnten Palastanlagen. Die wichtigsten Orte in der Messara waren Phaistos und später Gortyn. Neben der Landwirtschaft war der Handel ein wichtiger Wirtschaftszweig der Städte der damaligen Zeit. Dieser erfolgte zum Großteil über das Meer, was Hafenanlagen in der Nähe der großen Wirtschaftszentren voraussetzte.

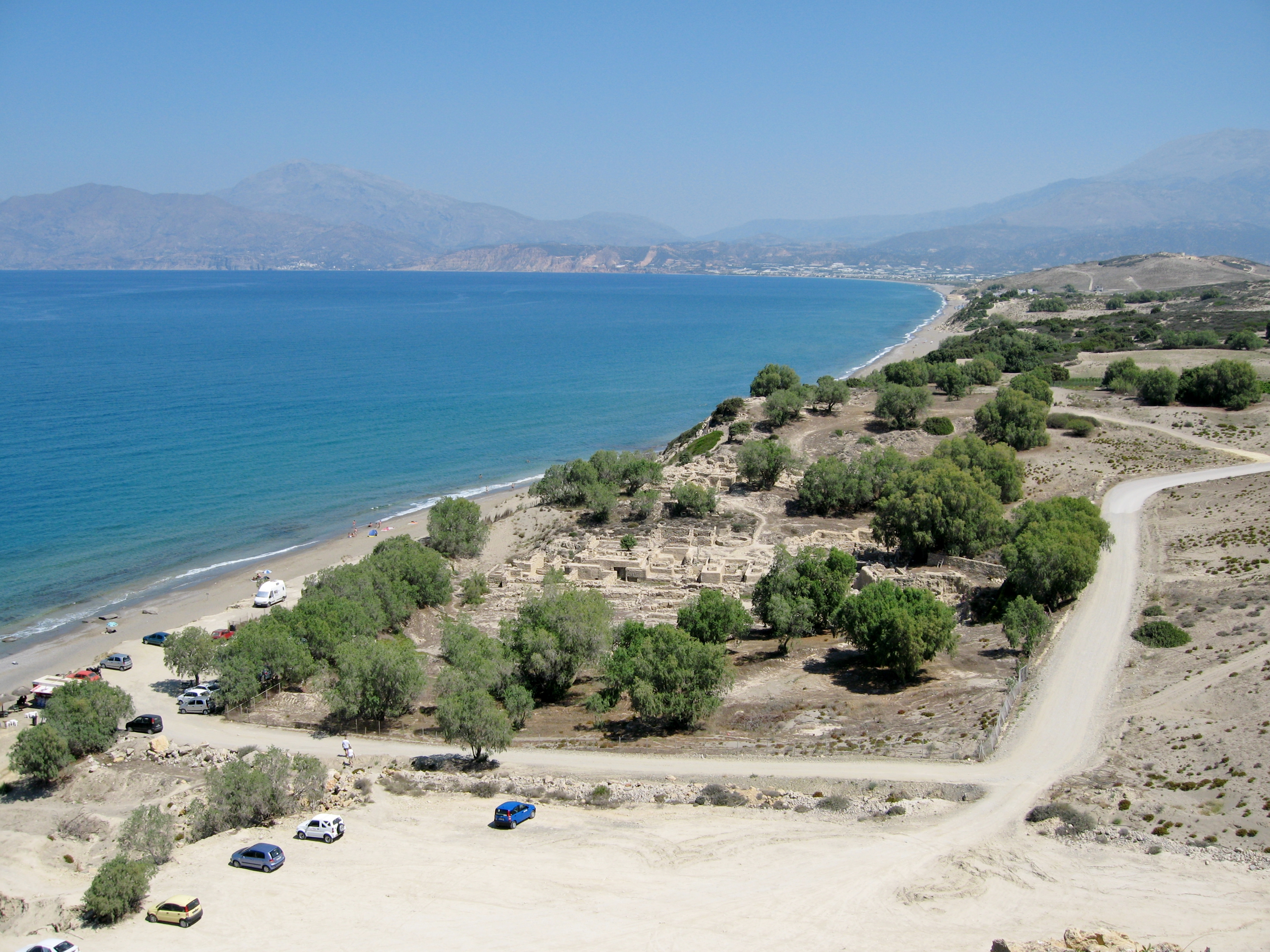
Lage am Libyschen Meer

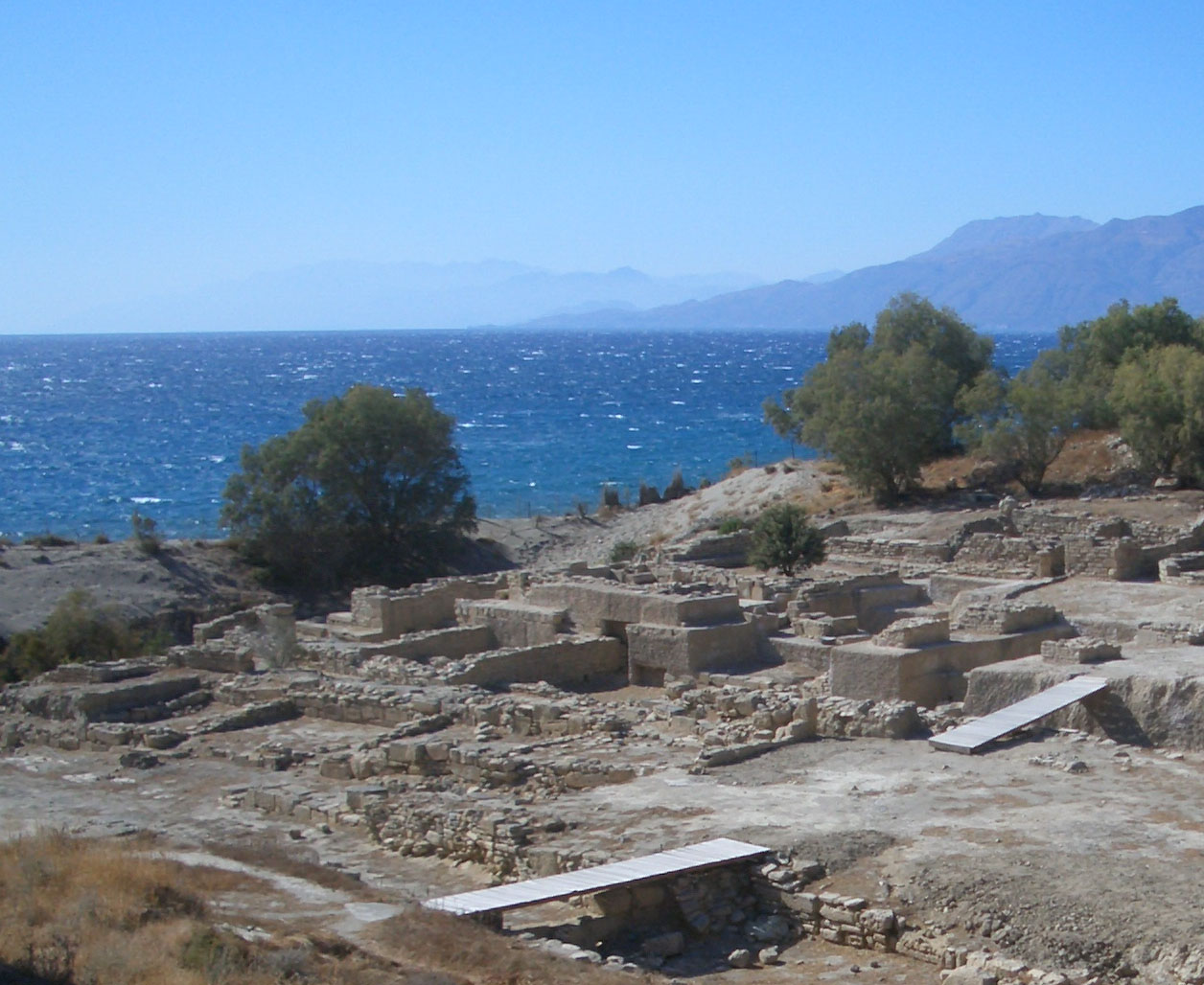
Südliche Ausgrabungsfläche

Archäologisch ist belegt, dass eine Siedlung an der Südwestküste der Messara-Ebene, die heute als Kommos bezeichnet wird, ab etwa 1900 v. Chr. bestanden hat. Es ist davon auszugehen, dass die Hafenstätte angelegt wurde, da Phaistos und später Agia Triada durch den Anlandungsprozess des Mires- und Timbaki-Beckens an der Mündung des Geropotamos (Γεροπόταμος) den direkten Zugang zum Meer verloren. Kommos bestand als minoische Hafenstadt bis 1200 v. Chr., der Zeit des „Seevölkersturms“ im östlichen Mittelmeer, und später als griechische Siedlung bis in die Zeit des Römischen Reiches. Um 200 n. Chr. wurde sie aufgegeben. Verschiedentlich wurde vermutet, dass in der Nähe von Kommos der in der Odyssee von Homer erwähnte „glatte Fels“ (λισσὴ πέτρη lissē pétre) lag, an dem der größte Teil der Flotte des Menelaos bei der Rückkehr von Troja während eines Sturms zerschellt sein soll. Dabei könnte es sich um das Kap Lithino oder die Paximadia-Inseln handeln. In der Odyssee heißt es im Dritten Gesang, Zeilen 293 bis 298 (in der Übersetzung von Johann Heinrich Voß):
An der gordynischen Grenz’, im dunkelwogenden Meere,

Türmt sich ein glatter Fels den dringenden Fluten entgegen,

Die der gewaltige Süd an das linke Gebirge vor Phästos

Stürmt; und der kleine Fels hemmt große brandende Fluten.

Dorthin kamen die meisten; und kaum entflohn dem Verderben

Noch die Männer, die Schiffe zerschlug an den Klippen die Brandung.
Etwa 1700 v. Chr. durch ein großes Erdbeben zerstört, gilt die Ansiedlung von Kommos nach dem sofortigen Wiederaufbau als Hafen von Phaistos beziehungsweise Agia Triada. Bis 1200 v. Chr. dehnte sich das bebaute Gebiet nach Norden und Osten bis über die Einzäunung der heutigen Ausgrabungsstätte hinaus aus. Für 1200 bis 1000 v. Chr. bestehen keine Siedlungshinweise, so dass die Möglichkeit der Aufgabe der Stadt während dieses Zeitraums besteht. Anhand von archäologischen Funden, wie Keramik und Skulpturen, konnten Verbindungen von Kommos bis Sardinien, Unteritalien, Ägypten, Zypern und in die Levante nachgewiesen werden. Von besonderem Interesse dürfte dabei ein phönizischer Schrein aus der Zeit um 800 v. Chr. sein, der im Tempel B von Kommos gefunden wurde. Er ist neben einem ähnlichen Schrein bei Prinias (in der Nähe von Rhizenia) einer von nur zweien dieser Art in der Ägäis.
Im Jahr 1924 hörte der Ausgräber von Knossos, der britische Archäologe Arthur Evans, erstmals auf Grund von dort stammender antiker Aufbewahrungsgefäße vom Fundort Kommos und spekulierte über ein bronzezeitliches „Customs House“ (Zollhaus, Ausfuhrgebäude) an dieser Stelle. Doch noch bis Anfang der 1970er Jahre ging man in der Fachwelt von einer möglichen Siedlung bei Kokkinos Pyrgos (Κόκκινος Πύργος) nordwestlich von Tymbaki als dem Hafen des minoischen Zentrums Phaistos aus. Der deutsche Hobbyarchäologe Friedhelm Will argumentierte dagegen für Kommos als Hafenanlage und versuchte dies durch verbotene Grabungen in den Dünen hinter dem Strand zu beweisen. Dort stieß er auf erste Mauerreste der heutigen Ausgrabungsstätte, musste nach einer Anzeige deswegen jedoch in griechische Haft.
Seit 1976 wurden in Kommos mit Genehmigung des Griechischen Archäologischen Dienstes offizielle Ausgrabungen durchgeführt. Die von der Amerikanischen Schule für Klassische Studien in Athen unterstützten Forschungen eines Archäologenteams der Universität von Toronto standen unter der Leitung von Joseph Winterbothams Shaw und Maria Coutroubaki Shaw. Von 1990 bis 2006 erschien eine fünfteilige Beschreibung (in sieben Bänden) der Ausgrabungsergebnisse, herausgegeben von der Universität Princeton. Nach Beendigung der eigentlichen Grabungen wurden von 2004 bis 2006 Konsolidierungsarbeiten zum Schutz vor Erosion durchgeführt. Eine beabsichtigte Öffnung des Geländes zur Besichtigung durch die Allgemeinheit wurde bisher nicht realisiert.

## Beschreibung

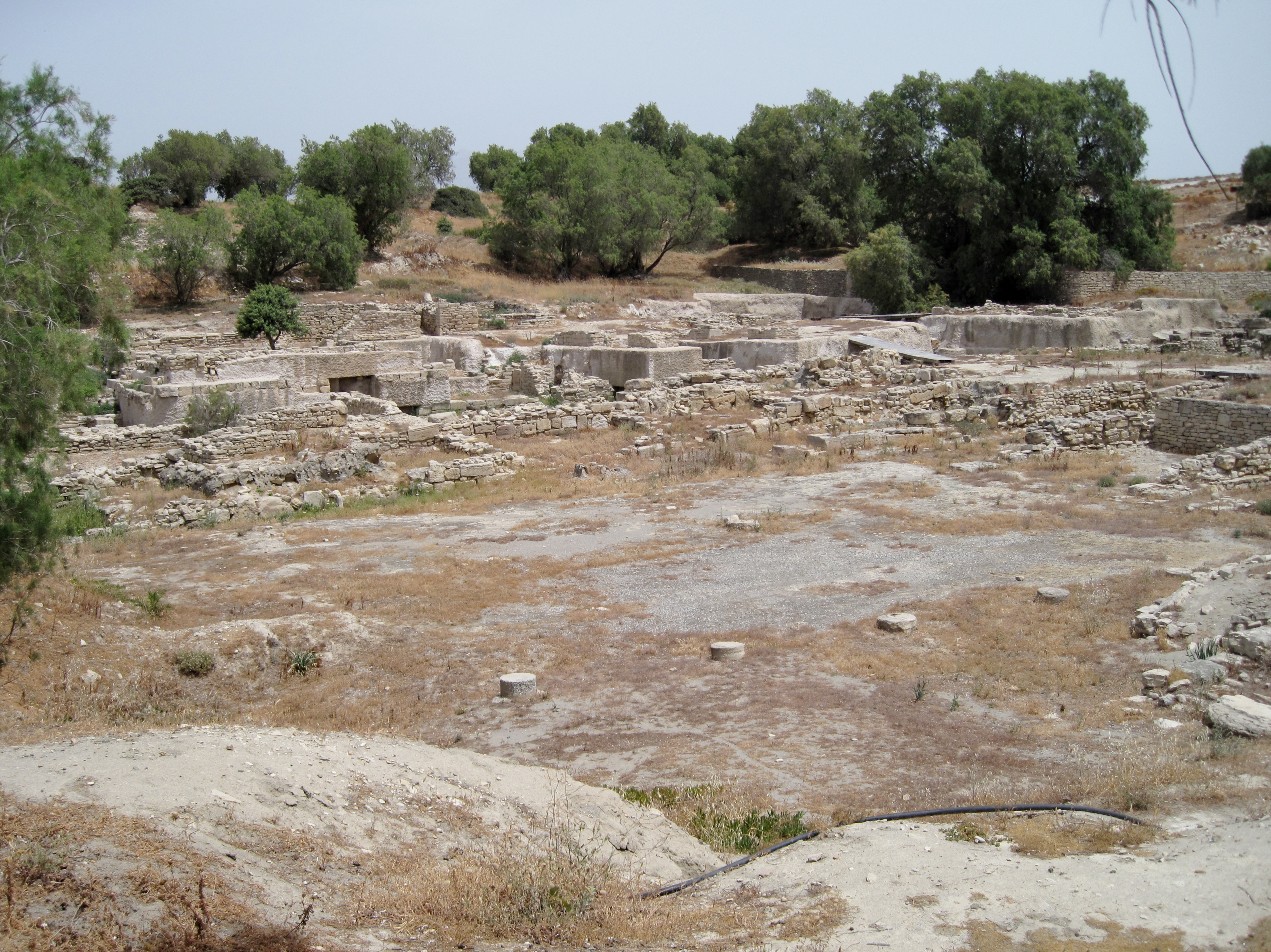
Haupthof mit rechts erkennbaren Resten spätminoischer Bootsschuppen für Schiffe

Die Ausgrabungsstätte von Kommos unterteilt sich in drei einander nahe liegende Grabungsflächen, die sich an der Südseite des kleinen Hügels Stou Spanou ta Kephalia befinden. Sie ziehen sich parallel zur Küste die Anhöhe hinauf. Am Fuße des Hügels, im Süden, liegt das größte Grabungsfeld mit den Fundamenten des „griechischen Tempels“, der auf den Mauern eines minoischen Palastbaus errichtet wurde, und den Resten von Bootsschuppen aus spätminoischer Zeit. Hier lag das Zentrum der minoischen Hafenstadt.
Das 20 Meter nördlich am Hang des Hügels liegende mittlere Areal ist das kleinste der drei Grabungsfelder. Die dortigen Gebäudereste stammen aus der Alt- und der Neupalastzeit. Hier ist zu erkennen, dass die Häuser der Neupalastzeit auf den Ruinen der älteren Gebäude errichtet wurden. Das dritte Grabungsfeld erstreckt sich auf der Spitze der Anhöhe, 40 Meter nördlich des mittleren Areals. Es finden sich Überreste aus der Nachpalastzeit, der Zeit der größten Ausdehnung des Stadtgebiets. In vielen der Häuser fand man Treppen vor, was auf eine zweigeschossige Bauweise hindeutet.

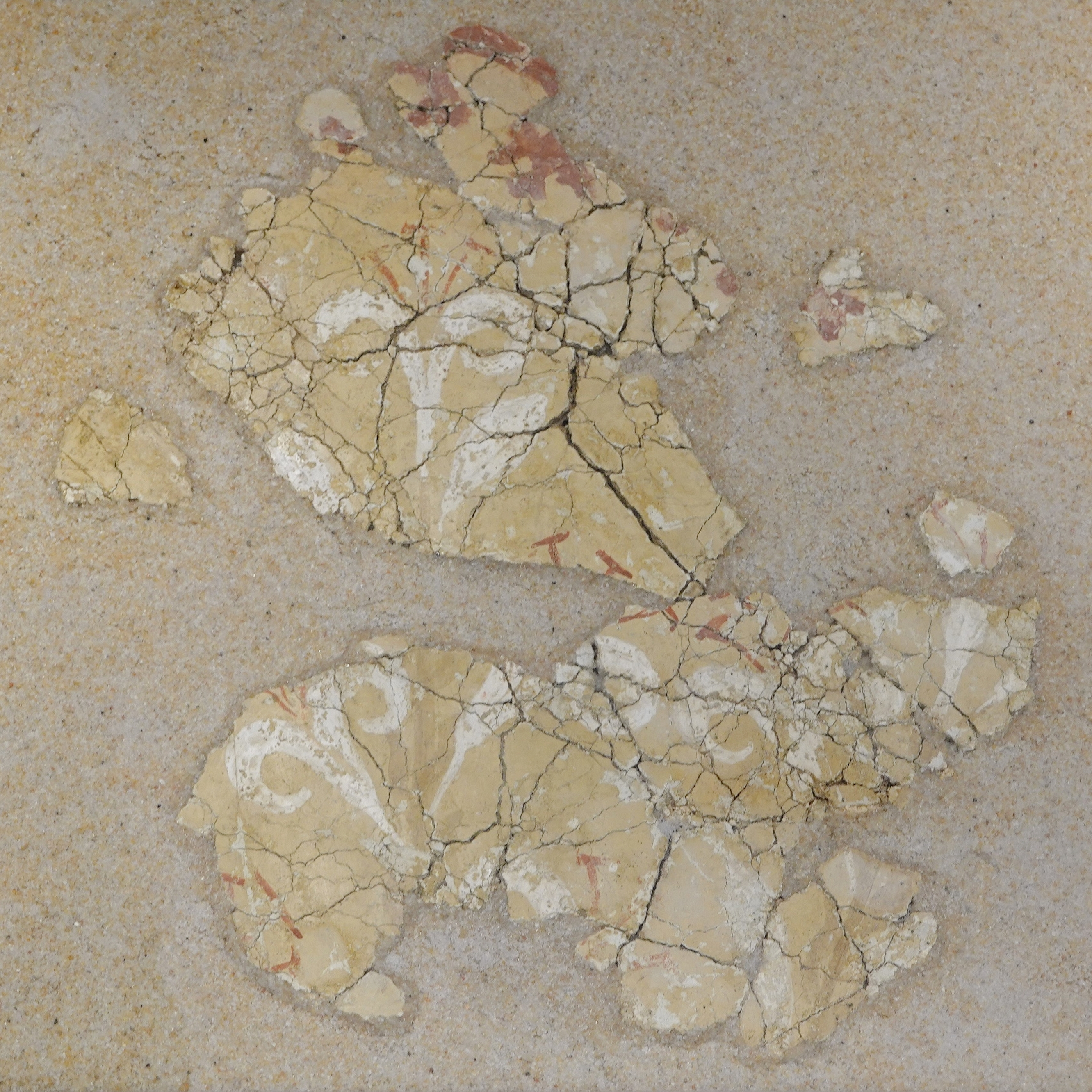
Lilienfresko (1600–1450 v. Chr.)

Die zahlreichsten Funde wurden im südlichen Grabungsfeld gemacht. Hier positionieren sich die Gebäudereste um einen Hof, den zentralen Platz der minoischen Stadt. Die wenigen ältesten Überreste stammen aus der Vorpalastzeit. Weitaus größere Teile sind aus der Neupalastzeit (Mittelminoisch III) und der Nachpalastzeit (Spätminoisch IA bis III) erhalten, darunter die Grundmauern einer kleinen Palastanlage sowie sechs längliche Strukturen, von denen man annimmt, dass sie als Schuppen zum Unterstellen und Ausbessern von Schiffen dienten. Als bemerkenswerter Fund stammen aus einem Haus an der Nordostseite des Areals, Haus X, die Reste eines Freskos mit weißen Lilien. Die minoischen Siedlungsstrukturen wurden später, in geometrischer, archaischer wie auch klassischer Zeit, durch andere Gebäude überbaut.

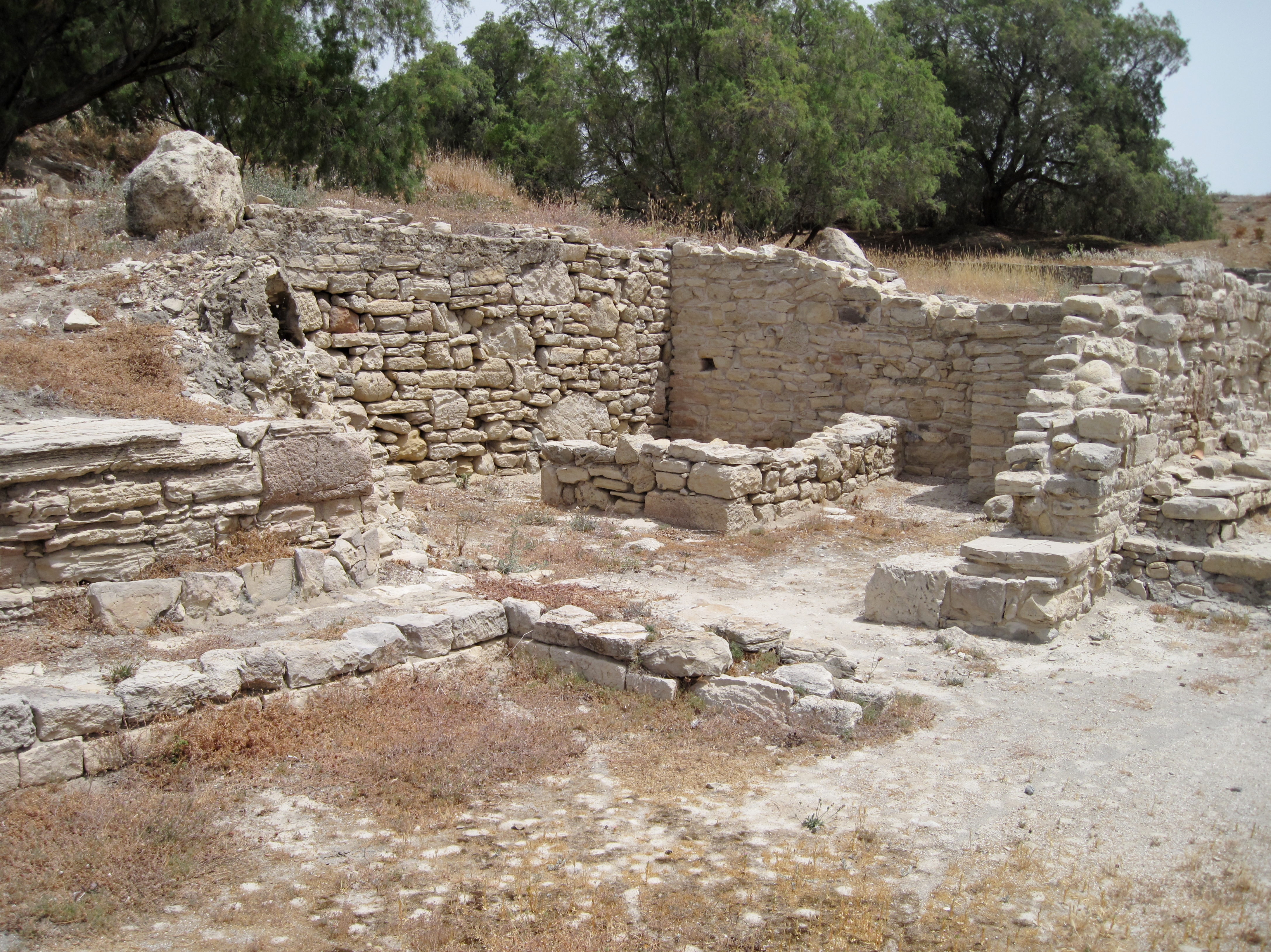
Anbau des Tempels B (800–600 v. Chr.)

An der Nordwestseite des südlichen Grabungsfeldes befindet sich der nachminoische Tempelbereich. Die erste Errichtung eines dortigen Heiligtums (Tempel A) erfolgte im späten 11. Jahrhundert v. Chr., um 1020 v. Chr., errichtet aus Steinblöcken der ehemaligen minoischen Stadt. Tempel A wurde um 800 v. Chr. durch Tempel B ersetzt, der bis 600 v. Chr. in Gebrauch war. In ihm fanden die Ausgräber einen Schrein mit drei Steinsäulen in einem Bodenblock, der als phönizisch identifiziert wurde. Weitere Funde in diesem Bereich waren kretische Terrakotta-Figuren, ein kleines griechisches Bronze-Pferd, ägyptische Fayence-Figuren der Göttin Sachmet und ihres Sohnes Nefertem sowie Waffen, die wohl einer lokalen Elitekriegerklasse gehörten.
Die meisten Artefakte, die in den verschiedenen Erdschichten von Kommos lagen, waren Töpferwaren unterschiedlichster Epochen und Gegenden des östlichen Mittelmeerraumes. Neben Pithoi, Kratere, Aryballoi, Krügen und Tassen aus mittel- und spätminoischer, protogeometrischer und geometrischer Zeit gehören dazu Gefäße und Töpferwarenreste aus Zypern, Ägypten, der Levante und Sardinien. In der Siedlung wurde auch Tongut hergestellt. Aus der Umgebung eines Keramikbrennofens stammen über 450 Kilogramm Tongutscherben, vor allem Fehlbrände. Weiterhin wurden Haushalts- und Einrichtungsgegenstände gefunden wie auch Werkzeuge und Installationen für eine Ölpresse.

Ausgrabungsstätte von Kommos
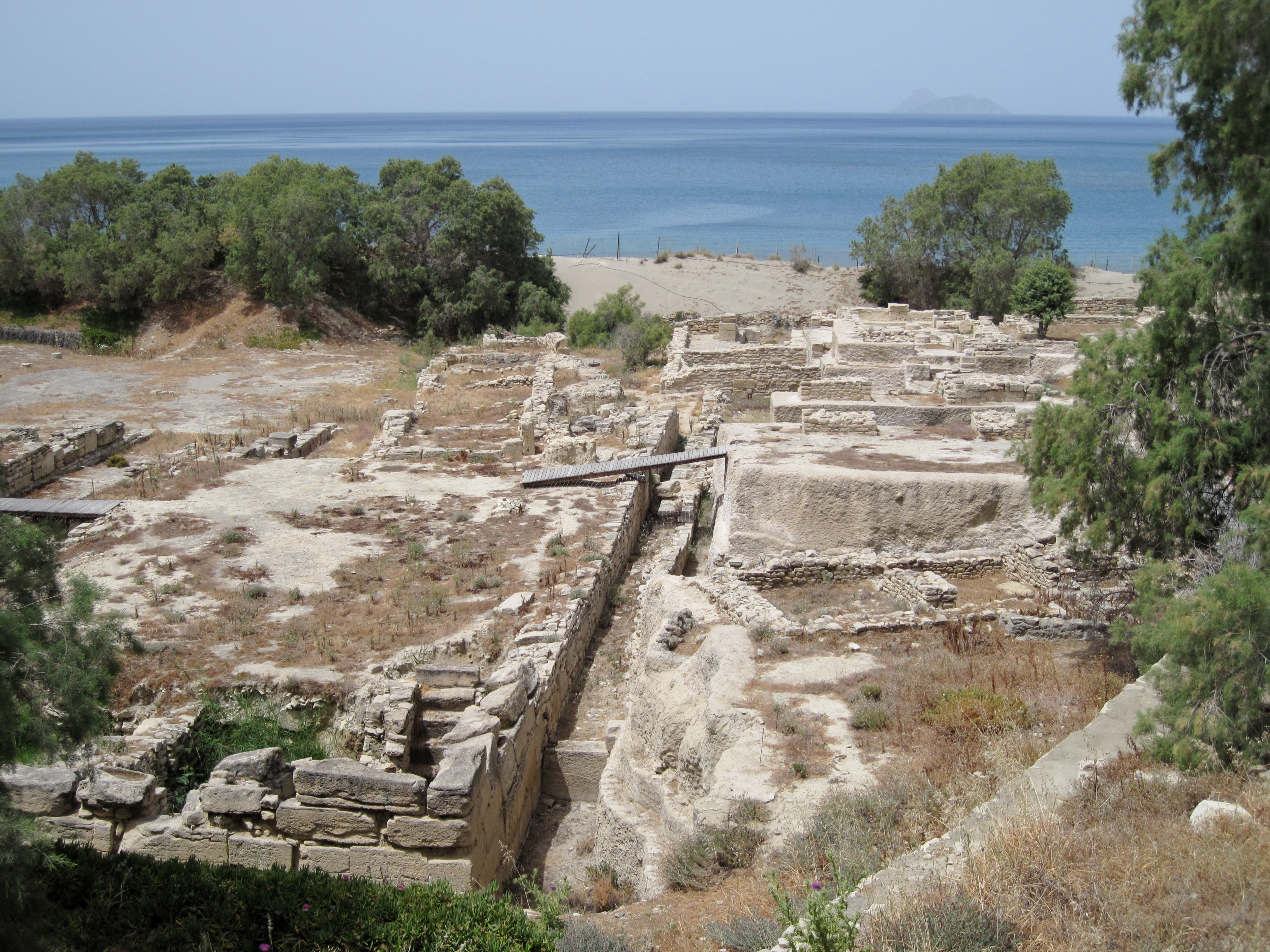
Südliche Ausgrabungen
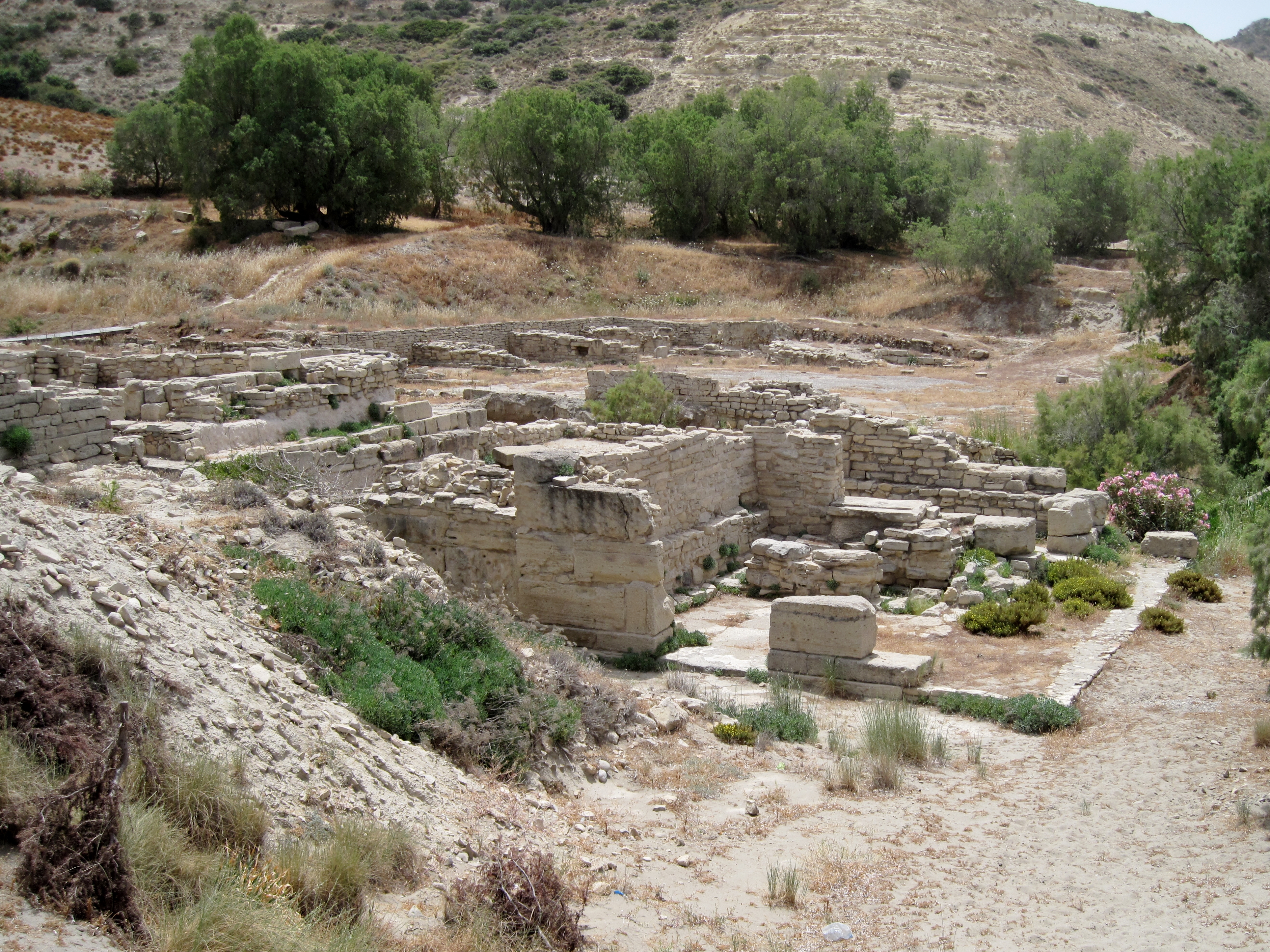
Blick Richtung Haupthof
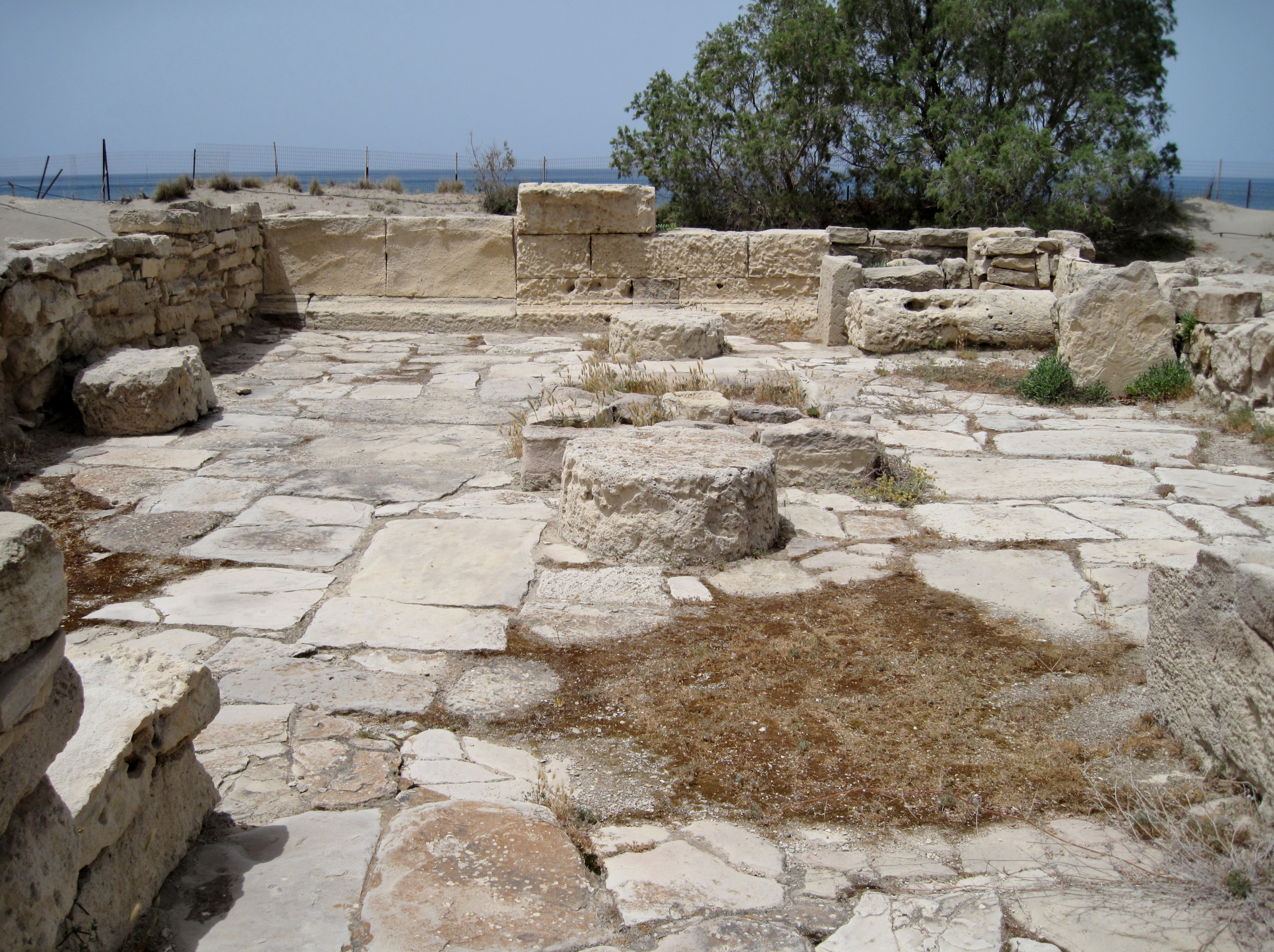
Griechischer Tempel C
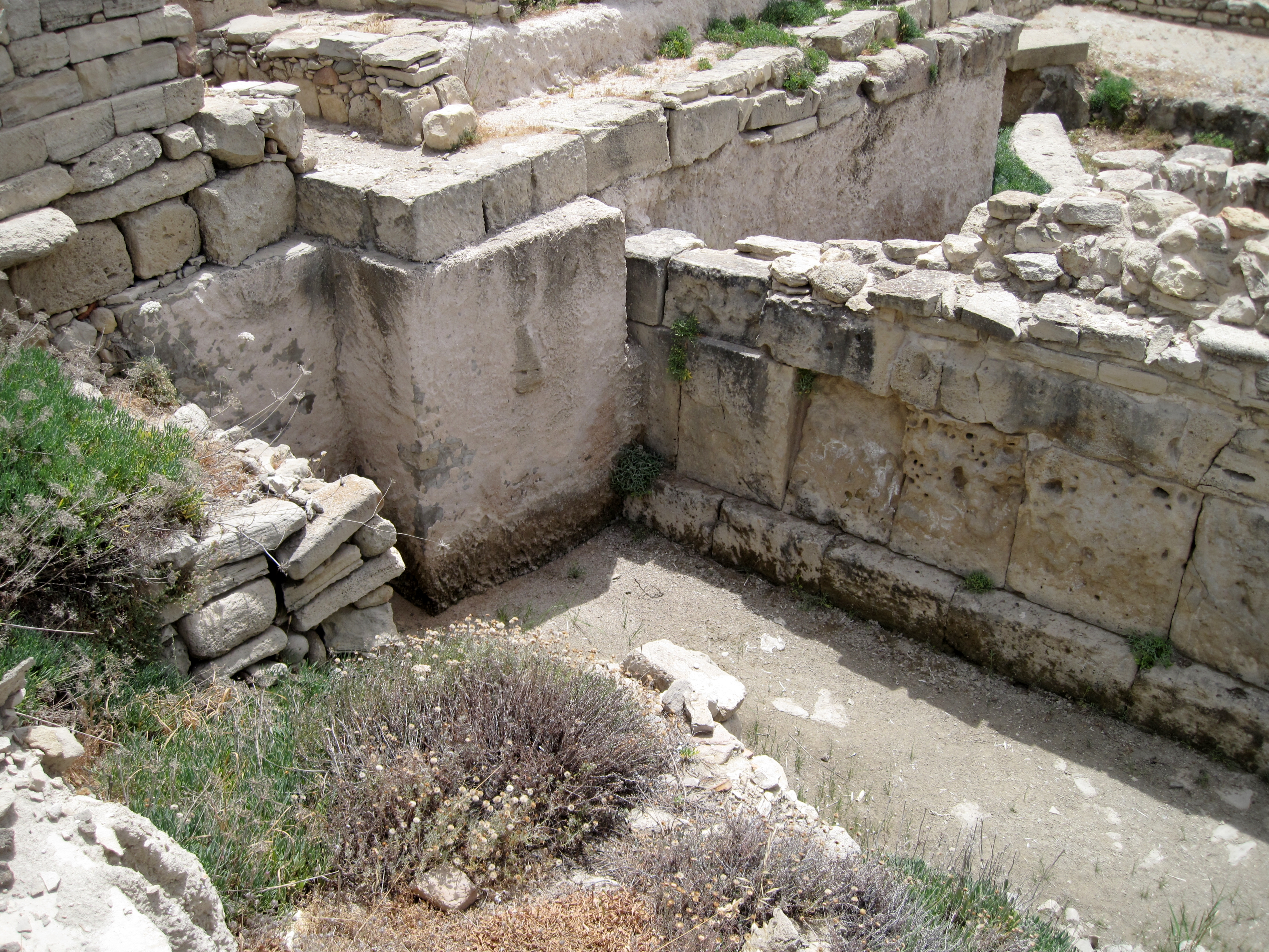
Detail der Gebäudereste